# Савинцы (Винницкая область)
Са́винцы (укр. Савинці) — село на Украине, находится в Тростянецком районе Винницкой области.
Код КОАТУУ — 0524184801. Население по переписи 2001 года составляет 1022 человека. Почтовый индекс — 24335. Телефонный код — 4343.
Занимает площадь 3 км².
В селе родился Герой Советского Союза Трифон Мазур, а также полный кавалер ордена Славы Тимофей Грубый.

## Адрес местного совета
24335, Винницкая область, Тростянецкий район, с. Савинцы, ул. Мичурина, 1